# Vratislav Greško
Vratislav Greško (* 24. července 1977, Tajov) je bývalý slovenský fotbalista, který hrál na postu levého obránce. Hráčskou kariéru ukončil ve slovenském klubu ŽP ŠPORT Podbrezová.

## Klubová kariéra
Na Slovensku hrál za FK Dukla Banská Bystrica a FK Inter Bratislava. Poté odešel do zahraničí do německého Bayeru Leverkusen, odkud přestoupil do italského Interu Milán. Poté působil v Parmě, Blackburnu, Norimberku (zde získal v sezóně 2006/07 německý fotbalový pohár DFB-Pokal) a opět v Leverkusenu.
V roce 2011 se vrátil na Slovensko a podepsal smlouvu s ŽP ŠPORT Podbrezová. V srpnu 2013 dostal od disciplinární komise trest zákazu startu v pěti soutěžních utkáních za úder hlavou v nepřerušené hře. V sezoně 2013/14 vyhrál s týmem 2. slovenskou ligu, což znamenalo premiérový postup klubu do 1. ligy. Po sezoně 2014/15 ukončil hráčskou kariéru.

## Reprezentační kariéra
Greško reprezentoval Slovensko již v mládežnických výběrech. V roce 2000 byl členem slovenského týmu U21, jenž obsadil na domácím Mistrovství Evropy ve fotbale hráčů do 21 let 4. místo. 27. května v úvodním střetnutí s Tureckem přispěl jednou brankou k výhře 2:1. V souboji o třetí místo se Španělskem (porážka 0:1) dostal červenou kartu.
V dresu slovenské seniorské reprezentace nastoupil v letech 2000–2007 ke 34 zápasům a vstřelil dva góly.

### Reprezentační góly
Góly Vratislava Greška v A-mužstvu Slovenska
| Gól | Datum       | Stadion                             | Soupeř      | Skóre (min.) | Výsledek | Soutěž                 |
| --- | ----------- | ----------------------------------- | ----------- | ------------ | -------- | ---------------------- |
| 010 | 14. 5. 2002 | Stadion Tatran, Prešov, Slovensko   | Uzbekistán  | 01:00(5.)    | 4:1      | přátelský zápas        |
| 02  | 18. 8. 2004 | Tehelné pole, Bratislava, Slovensko | Lucembursko | 02:1 0(48.)  | 3:1      | kvalifikace na MS 2006 |